# Mées
Pour les articles homonymes, voir Mée (homonymie).
Mées (prononcer [mɛs] ; Mers en occitan) est une commune du Sud-Ouest de la France, située dans le département des Landes (région Nouvelle-Aquitaine). Les habitants sont les Méessoises et les Méessois.

## Géographie

### Localisation
La commune de Mées est orientée de sud-est à nord-ouest avec la pointe symbolisée par la Pierre de Tinon, qui marque un quinquepoint.
| - OpenStreetMap Limite communale. |

### Communes limitrophes
Les communes limitrophes sont  Angoumé, Dax, Magescq, Rivière-Saas-et-Gourby, Saint-Paul-lès-Dax et Tercis-les-Bains.
| Magescq, Rivière-Saas-et-Gourby, (par un quinquepoint) | Saint-Paul-lès-Dax |     |
| Angoumé                                                | Mées               | Dax |
|                                                        | Tercis-les-Bains   |     |

### Climat
Pour des articles plus généraux, voir Climat de la Nouvelle-Aquitaine et Climat des Landes.
Historiquement, la commune est exposée à un climat océanique aquitain.  
En 2020, Météo-France publie une typologie des climats de la France métropolitaine dans laquelle la commune est exposée à un climat océanique et est dans la région climatique  Littoral charentais et aquitain, caractérisée par une pluviométrie élevée en automne et en hiver, un bon ensoleillement, des hiver doux (6,5 °C), soumis à la brise de mer.
Pour la période 1971-2000, la température annuelle moyenne est de 13,7 °C, avec une amplitude thermique annuelle de 14 °C. Le cumul annuel moyen de précipitations est de 1 275 mm, avec 12,5 jours de précipitations en janvier et 7,9 jours en juillet. Pour la période 1991-2020, la température moyenne annuelle observée sur la station météorologique la plus proche, située sur la commune de Dax à 4 km à vol d'oiseau, est de 14,5 °C et le cumul annuel moyen de précipitations est de 1 155,2 mm,. Pour l'avenir, les paramètres climatiques de la commune estimés pour 2050 selon différents scénarios d’émission de gaz à effet de serre sont consultables sur un site dédié publié par Météo-France en novembre 2022.

## Urbanisme

### Typologie
Au 1er janvier 2024, Mées est catégorisée bourg rural, selon la nouvelle grille communale de densité à sept niveaux définie par l'Insee en 2022.
Elle est située hors unité urbaine. Par ailleurs la commune fait partie de l'aire d'attraction de Dax, dont elle est une commune de la couronne,. Cette aire, qui regroupe 60 communes, est catégorisée dans les aires de 50 000 à moins de 200 000 habitants,.

### Occupation des sols

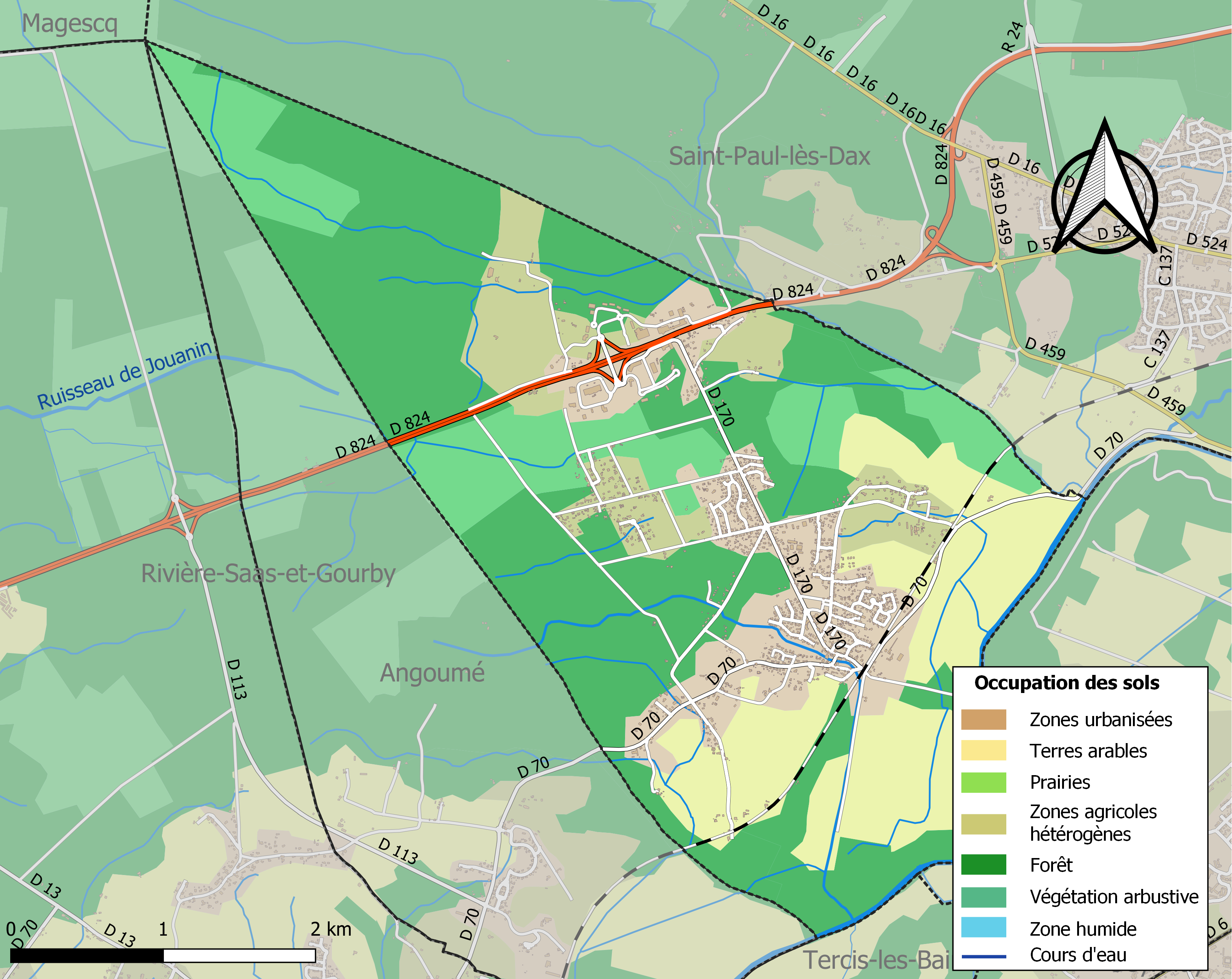
Carte des infrastructures et de l'occupation des sols de la commune en 2018 (CLC).

L'occupation des sols de la commune, telle qu'elle ressort de la base de données européenne d’occupation biophysique des sols Corine Land Cover (CLC), est marquée par l'importance des forêts et milieux semi-naturels (57 % en 2018), une proportion sensiblement équivalente à celle de 1990 (57,4 %). La répartition détaillée en 2018 est la suivante : forêts (43,5 %), terres arables (18,5 %), zones urbanisées (14,2 %), milieux à végétation arbustive et/ou herbacée (13,4 %), zones agricoles hétérogènes (10,3 %). L'évolution de l’occupation des sols de la commune et de ses infrastructures peut être observée sur les différentes représentations cartographiques du territoire : la carte de Cassini (XVIIIe siècle), la carte d'état-major (1820-1866) et les cartes ou photos aériennes de l'IGN pour la période actuelle (1950 à aujourd'hui).

### Voies de communication et transports

#### Voies
| 81 odonymes recensés à Mées au 12 janvier 2014 | 81 odonymes recensés à Mées au 12 janvier 2014 | 81 odonymes recensés à Mées au 12 janvier 2014 | 81 odonymes recensés à Mées au 12 janvier 2014 | 81 odonymes recensés à Mées au 12 janvier 2014 | 81 odonymes recensés à Mées au 12 janvier 2014 | 81 odonymes recensés à Mées au 12 janvier 2014 | 81 odonymes recensés à Mées au 12 janvier 2014 | 81 odonymes recensés à Mées au 12 janvier 2014 | 81 odonymes recensés à Mées au 12 janvier 2014 | 81 odonymes recensés à Mées au 12 janvier 2014 | 81 odonymes recensés à Mées au 12 janvier 2014 | 81 odonymes recensés à Mées au 12 janvier 2014 | 81 odonymes recensés à Mées au 12 janvier 2014 | 81 odonymes recensés à Mées au 12 janvier 2014 | 81 odonymes recensés à Mées au 12 janvier 2014 |
| Allée                                          | Avenue                                         | Bld                                            | Chemin                                         | Cité                                           | Impasse                                        | Parvis                                         | Place                                          | Quai                                           | Rd-point                                       | Route                                          | Rue                                            | Square                                         | Villa                                          | Autres                                         | Total                                          |
| ---------------------------------------------- | ---------------------------------------------- | ---------------------------------------------- | ---------------------------------------------- | ---------------------------------------------- | ---------------------------------------------- | ---------------------------------------------- | ---------------------------------------------- | ---------------------------------------------- | ---------------------------------------------- | ---------------------------------------------- | ---------------------------------------------- | ---------------------------------------------- | ---------------------------------------------- | ---------------------------------------------- | ---------------------------------------------- |
| 1                                              | 4                                              | 0                                              | 11                                             | 0                                              | 14                                             | 0                                              | 1                                              | 0                                              | 0                                              | 27                                             | 20                                             | 0                                              | 0                                              | 3                                              | 81                                             |
| Notes « N »                                    | Notes « N »                                    | 1. 2. 3. 4. 5.                                 | 1. 2. 3. 4. 5.                                 | 1. 2. 3. 4. 5.                                 | 1. 2. 3. 4. 5.                                 | 1. 2. 3. 4. 5.                                 | 1. 2. 3. 4. 5.                                 | 1. 2. 3. 4. 5.                                 | 1. 2. 3. 4. 5.                                 | 1. 2. 3. 4. 5.                                 | 1. 2. 3. 4. 5.                                 | 1. 2. 3. 4. 5.                                 | 1. 2. 3. 4. 5.                                 | 1. 2. 3. 4. 5.                                 | 1. 2. 3. 4. 5.                                 |
| Sources : rue-ville.info & OpenStreetMap       |                                                |                                                |                                                |                                                |                                                |                                                |                                                |                                                |                                                |                                                |                                                |                                                |                                                |                                                |                                                |

### Risques majeurs
Le territoire de la commune de Mées est vulnérable à différents aléas naturels : météorologiques (tempête, orage, neige, grand froid, canicule ou sécheresse), inondations, feux de forêts, mouvements de terrains et séisme (sismicité faible). Il est également exposé à un risque technologique,  le transport de matières dangereuses. Un site publié par le BRGM permet d'évaluer simplement et rapidement les risques d'un bien localisé soit par son adresse soit par le numéro de sa parcelle.

#### Risques naturels
La commune fait partie du territoire à risques importants d'inondation (TRI) de Dax, regroupant 13 communes concernées par un risque de débordement de l'Adour et du Luy, un des 18 TRI qui ont été arrêtés fin 2012 sur le bassin Adour-Garonne. Les événements significatifs antérieurs à 2014 sont les crues de l'Adour de 1770, 1879, 1952, 1981 et 2014. La crue du 6 avril 1770 est la plus forte crue enregistrée. La crue de février 1952 constitue quant à elle la crue de référence sur de nombreux secteurs du bassin de l’Adour. Des cartes des surfaces inondables ont été établies pour trois scénarios : fréquent (crue de temps de retour de 10 ans à 30 ans), moyen (temps de retour de 100 ans à 300 ans) et extrême (temps de retour de l'ordre de 1 000 ans, qui met en défaut tout système de protection). La commune a été reconnue en état de catastrophe naturelle au titre des dommages causés par les inondations et coulées de boue survenues en 1999, 2009 et 2014 et au titre des inondations par remontée de nappe en 2020,.
Mées est exposée au risque de feu de forêt. Depuis le 20 avril 2016, les départements de la Gironde, des Landes et de Lot-et-Garonne disposent d’un règlement interdépartemental de protection de la forêt contre les incendies. Ce règlement vise à mieux prévenir les incendies de forêt, à faciliter les interventions des services et à limiter les conséquences, que ce soit par le débroussaillement, la limitation de l’apport du feu ou la réglementation des activités en forêt. Il définit en particulier cinq niveaux de vigilance croissants auxquels sont associés différentes mesures,.
Les mouvements de terrains susceptibles de se produire sur la commune sont des tassements différentiels.

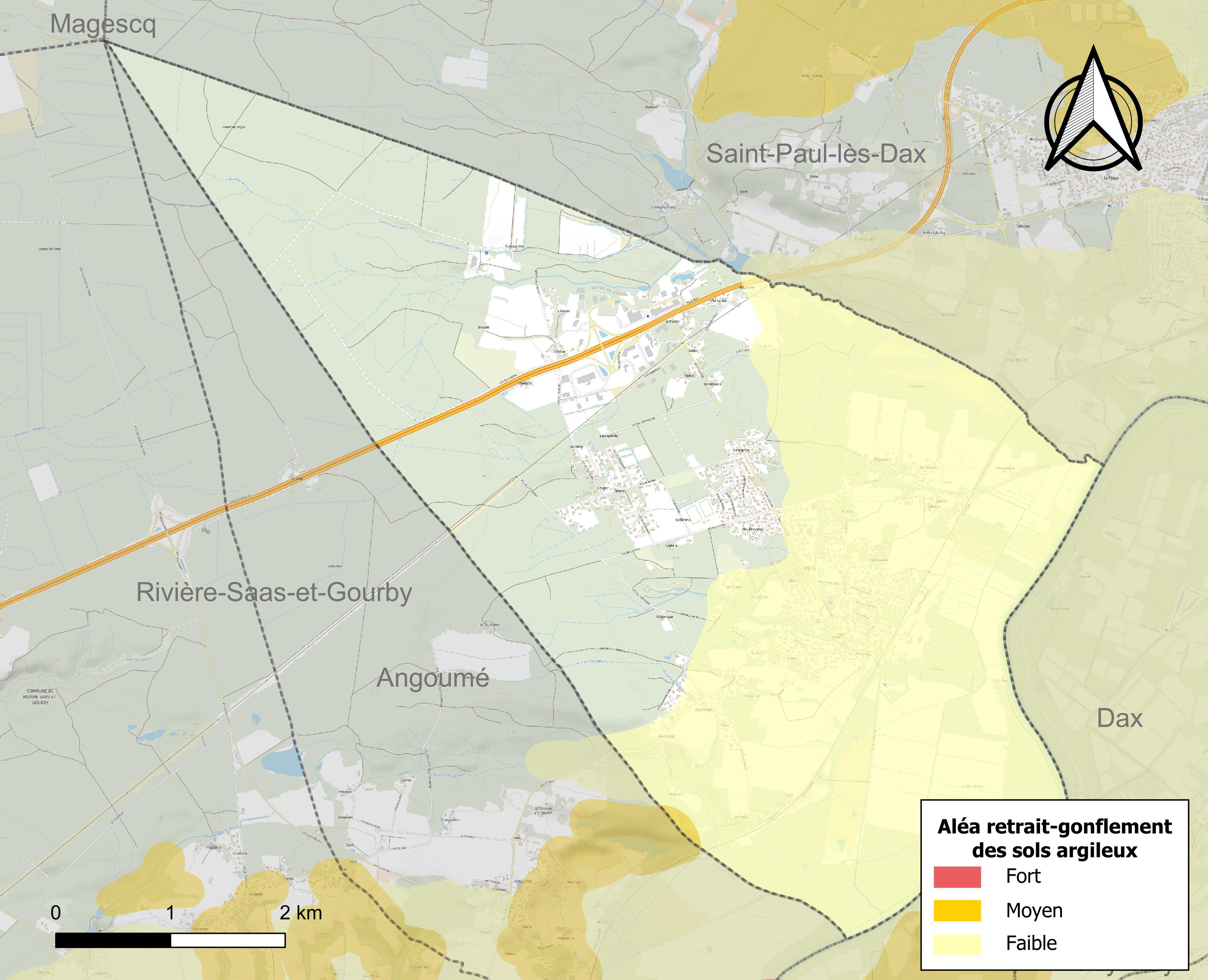
Carte des zones d'aléa retrait-gonflement des sols argileux de Mées.

Le retrait-gonflement des sols argileux est susceptible d'engendrer des dommages importants aux bâtiments en cas d’alternance de périodes de sécheresse et de pluie. 0,2 % de la superficie communale est en aléa moyen ou fort (19,2 % au niveau départemental et 48,5 % au niveau national). Sur les 776 bâtiments dénombrés sur la commune en 2019,  aucun n'est en aléa moyen ou fort, à comparer aux 17 % au niveau départemental et 54 % au niveau national. Une cartographie de l'exposition du territoire national au retrait gonflement des sols argileux est disponible sur le site du BRGM,.
Concernant les mouvements de terrains, la commune a été reconnue en état de catastrophe naturelle au titre des dommages causés par des mouvements de terrain en 1999.

#### Risques technologiques
Le risque de transport de matières dangereuses sur la commune est lié à sa traversée par une ou des infrastructures routières ou ferroviaires importantes ou la présence d'une canalisation de transport d'hydrocarbures. Un accident se produisant sur de telles infrastructures est susceptible d’avoir des effets graves sur les biens, les personnes ou l'environnement, selon la nature du matériau transporté. Des dispositions d’urbanisme peuvent être préconisées en conséquence.

## Histoire
À la fin du XIXe siècle, il y avait à Mées encore de nombreux marécages. Leur assainissement les a réduits aux actuelles barthes. Les tourbières, dont certaines étaient encore exploitées en 1932, n'ont pas été épargnées. Malgré tout, quelques-unes ont survécu, continuant inlassablement à générer de la tourbe. Ces tourbières classées au patrimoine Natura 2000.

## Politique et administration
| Période                                  | Période   | Identité                      | Étiquette | Qualité              |
| ---------------------------------------- | --------- | ----------------------------- | --------- | -------------------- |
| 1792                                     | 1799      | Pierre Lassere                |           |                      |
| 1799                                     | 1820      | Pierre Girons                 |           |                      |
| 1820                                     | 1822      | Joseph Dumora                 |           |                      |
| 1822                                     | 1832      | Aimé Double                   |           |                      |
| 1832                                     | 1850      | Charles Dumora                |           |                      |
| 1850                                     | 1852      | Jean-Baptiste Badets          |           |                      |
| 1852                                     | 1856      | Charles Dumora                |           |                      |
| 1856                                     | 1866      | Pierre Castets                |           |                      |
| 1866                                     | 1870      | Pierre Capdepuy               |           |                      |
| 1870                                     | 1872      | Pierre Castets                |           |                      |
| 1872                                     | 1876      | Charles Dumora                |           |                      |
| 1876                                     | 1876      | Édouard Pelletier             |           |                      |
| 1876                                     | 1878      | Pierre Capdepuy               |           |                      |
| 1878                                     | 1884      | Édouard Pelletier             |           |                      |
| 1884                                     | 1908      | Paul Castets                  |           |                      |
| 1908                                     | 1919      | Urbain Labat                  |           |                      |
| 1919                                     | 1929      | Émile Bellegarde              |           |                      |
| 1929                                     | 1943      | Julien Labat                  |           |                      |
| 1943                                     | 1945      | Émile Bellegarde              |           |                      |
| 1945                                     | 1947      | Jules Ducasse                 |           |                      |
| 1947                                     | 1965      | Émile Bellegarde              |           |                      |
| 1965                                     | 1983      | André Mauvoisin               |           |                      |
| 1983                                     | 1989      | Pierre Lorreyte               |           |                      |
| 1989                                     | mars 2001 | José Ducasse[réf. nécessaire] |           |                      |
| mars 2001                                | mars 2014 | Alain Bucau                   | DVG       | Régleur plasturgiste |
| mars 2014                                | en cours  | Jérémy Lesgards               | DVG       | Secrétaire comptable |
| mars 2016                                | en cours  | Raphaël Bats                  | DVG       | Adjoint maire        |
| mars 2016                                | 2020      | Eddy Fillang                  | DVG       | Comptable            |
| 2020                                     | En cours  | Sophie Irigoyen               | DVD       |                      |
| Les données manquantes sont à compléter. |           |                               |           |                      |

## Démographie
| 1793 | 1800 | 1806 | 1821 | 1831 | 1836 | 1841 | 1846 | 1851 |
| ---- | ---- | ---- | ---- | ---- | ---- | ---- | ---- | ---- |
| 256  | 264  | 266  | 348  | 376  | 400  | 425  | 548  | 556  |

| 1856 | 1861 | 1866 | 1872 | 1876 | 1881 | 1886 | 1891 | 1896 |
| ---- | ---- | ---- | ---- | ---- | ---- | ---- | ---- | ---- |
| 633  | 662  | 690  | 722  | 758  | 742  | 803  | 762  | 710  |

| 1901 | 1906 | 1911 | 1921 | 1926 | 1931 | 1936 | 1946 | 1954 |
| ---- | ---- | ---- | ---- | ---- | ---- | ---- | ---- | ---- |
| 720  | 709  | 679  | 641  | 676  | 675  | 679  | 670  | 724  |

| 1962 | 1968 | 1975 | 1982  | 1990  | 1999  | 2006  | 2007  | 2012  |
| ---- | ---- | ---- | ----- | ----- | ----- | ----- | ----- | ----- |
| 759  | 974  | 987  | 1 009 | 1 311 | 1 377 | 1 612 | 1 646 | 1 730 |

| 2017  | 2022  | - | - | - | - | - | - | - |
| ----- | ----- | - | - | - | - | - | - | - |
| 1 805 | 1 970 | - | - | - | - | - | - | - |

## Vie pratique

### Enseignement
Il y a à Mées une école maternelle et une école primaire, accolées.

### Activités sportives
Le club de football de Mées s'appelle le FC Mées. On trouve également à Mées deux courts de tennis et un fronton destiné à la pratique de la pelote basque. Il y a aussi un terrain de basket et un skatepark.

## Lieux et monuments

### Édifices et sites
- Église Saint-Jean-Baptiste de Mées.
- Lavoir du XXe siècle
- Kiosque à musique, près de l'école communale

### Patrimoine naturel
Les tourbières de Mées sont un site naturel remarquable géré par le conservatoire d'espaces naturels d'Aquitaine depuis 1996 en partenariat avec la commune et l'ONF. D'une valeur écologique exceptionnelle, ce site fait partie du réseau Natura 2000.

## Personnalités liées à la commune
- Paul Joseph Corta
- Émile Despax.
- Jean Peyresblanques.
- Dominique Arnaud est un ancien coureur cycliste français, a donné son nom à un parc.